# 王路宾
王路宾（1913年—2003年），山东聊城人，中华人民共和国政治人物。
担任山东分局委员，分局政法委副书记，山东省公安厅厅长。1956年补选。1954年，当选第一届全国人民代表大会代表。